# Mhlume
Mhlume este un oraș în partea nord-estică a statului Eswatini. Baza economică a localității o reprezintă culturile de trestie de zahăr.